# Sauve-moi
Pour l’article homonyme, voir Sauve-moi (roman).
Pour plus de détails, voir Fiche technique et Distribution.
Sauve-moi est un film français réalisé par Christian Vincent, sorti en 2000.

## Synopsis
Medhi tourne dans les rues à bord de son taxi clandestin. Il vit de petits boulots. Medhi a quelques amis qui lui sont chers.
Il y a Sergio, qui se construit une maison avec l'aide de ses copains Willy, Marc et Medhi. Il y a Cécile qui vit avec Marc. Cécile et Medhi se voient souvent, couchent ensemble de temps en temps. Il y a la famille, Mémé et tous les autres.
Et puis un jour, il y a Agatha qui débarque. Elle est pleine de vie. Elle est de passage. Il faut l'aider, lui trouver un lit, un toit, de l'argent. Agatha va bousculer Medhi et sa tribu, leur ouvrir d'autres horizons... Les sauver...

## Fiche technique
- Titre : Sauve-moi
- Réalisation : Christian Vincent
- Scénario : Ricardo Montserrat, Christian Vincent, d'après le roman Ne crie pas de Roseback et Ricardo Montserrat
- Musique : Philippe Cohen-Solal
- Photographie : Hélène Louvart
- Montage : Francine Sandberg
- Société de production : Agat Films & Cie, Canal+, France 3 Cinéma et Les Films Alain Sarde
- Société de distribution : Pyramide Distribution (France)
- Pays :  France
- Genre : drame
- Durée : 100 minutes
- Date de sortie : 6 septembre 2000

## Distribution
- Roschdy Zem : Mehdi
- Rona Hartner : Agatha
- Jean-Roger Milo : Willy
- Philippe Fretun : Sergio
- Pierre Berriau : Marc
- Karole Rocher : Cécile
- Olivier Gourmet : Casteldi
- Philippe Nahon : Motte
- Pierre Louis-Calixte : Richard